# Me - The Musical
|  | Sammenskrivningsforslag Artiklerne Me: The Musical, Me - The Musical er foreslået sammenskrevet. (Siden juni 2018) Diskutér forslaget |

|  | Denne artikel er oprettet af botten PalnaBot ud fra en ekstern database. Den kan derfor have sproglige fejl eller mangler. Denne skabelon kan fjernes efter kontrol af indholdet. |

Me - The Musical er en dansk kortfilm fra 2003 skrevet og instrueret af Greg McQueen.

## Handling
Der var engang en dreng som rungede musik, som højtaler, så instrumentel jazz/swing kom ud af ham. Som barn så hans familie og venner ham som en sød dreng, men nu drengen er teenager, snart voksen, ser de ham bare som anderledes. Drengen må finde ud af om han vil være sammen med dem og gå med en "sound proof suit" eller være fri og sig selv.